# Daniel Holm
Daniel Holm (ur. 7 marca 1995 w Hvidovre) – duński piłkarz występujący na pozycji pomocnika lub napastnika.

## Życiorys
Występował w juniorach Brøndby IF, a w 2014 roku został przesunięty do pierwszej drużyny. Nie zdołał jednak zagrać w niej żadnego meczu, i na początku 2015 roku został piłkarzem Hvidovre IF. W maju 2016 roku został zwolniony na wolny transfer, a w lipcu podpisał kontrakt z BK Frem. W klubie tym Holm występował dwa lata, strzelając 11 goli w 52 ligowych meczach. W rundzie jesiennej sezonu 2018/2019 był piłkarzem Skovshoved IF. W 2019 roku wrócił do Frem. W 2020 roku z uwagi na kontuzję przerwał karierę piłkarską, zostając jednocześnie asystentem trenera grupy U-9. Na początku 2021 roku wrócił do uprawiania piłki nożnej, zostając zawodnikiem Vigerslev BK.
Występował w juniorskich reprezentacjach Danii: U-16, U-17 i U-18. 5 września 2018 roku zagrał w reprezentacji seniorów. Miało to związek z protestem podstawowych reprezentantów kraju, którzy nie potrafili porozumieć się z DBU. Holm wszedł na boisko w 61 minucie, zmieniając Kaspera Kempela. Dania przegrała mecz 0:3.

## Statystyki ligowe
| Sezon         | Klub          | Liga        | Mecze | Gole |
| ------------- | ------------- | ----------- | ----- | ---- |
| 2014/2015 (j) | Brøndby IF    | Superligaen | 0     | 0    |
| 2014/2015 (w) | Hvidovre IF   | 2. division | ?     | ?    |
| 2015/2016     | Hvidovre IF   | 2. division | ?     | ?    |
| 2016/2017     | BK Frem       | 2. division | 25    | 6    |
| 2017/2018     | BK Frem       | 2. division | 27    | 5    |
| 2018/2019 (j) | Skovshoved IF | 2. division | 12    | 0    |
| 2019/2020 (j) | BK Frem       | 2. division | 4     | 0    |